# Tibetaans boeddhistische canon

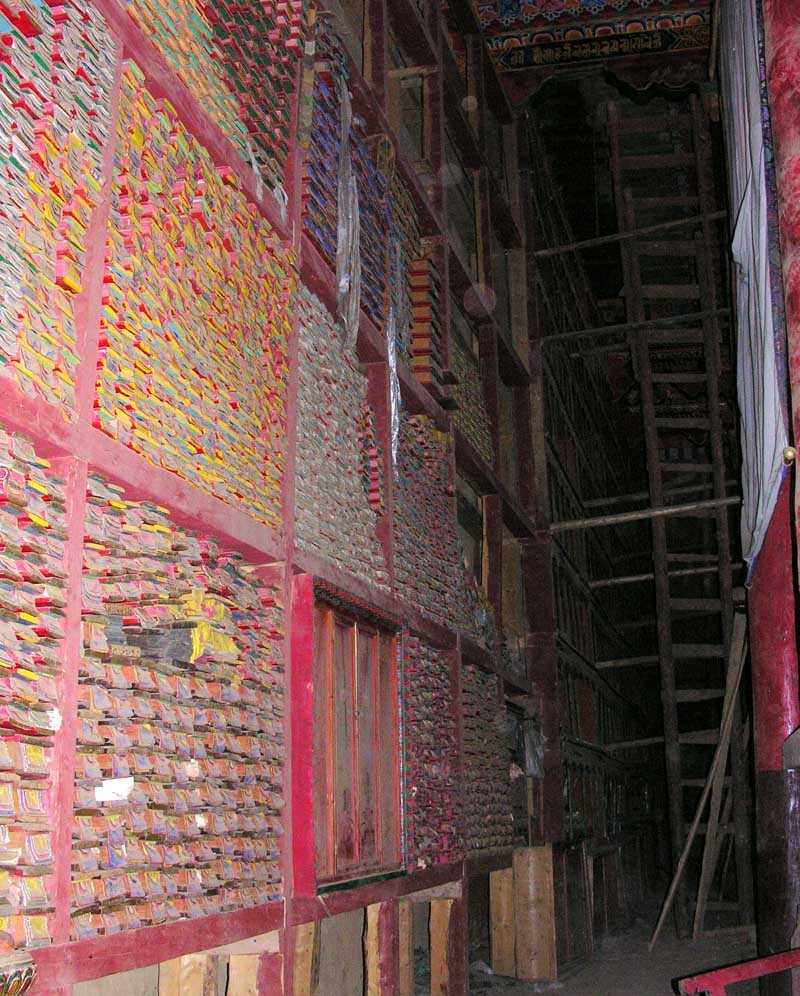
Kangyur- en tengyurrollen in Riwoche

De Tibetaans boeddhistische canon betreft de canon in het Tibetaans boeddhisme.
De vajrayana-tantra's (geschriften) die in het 1e millennium ontstonden werden niet meer in de Sanskriet-canon opgenomen. Daarom is de Tibetaanse canon die dit materiaal wel heeft opgenomen, anders ingedeeld. Namelijk in Dul-ba (Vinaya), Śerphyin (Prajnaparamita), Phal-chen (Buddhāvataṃsaka), dKon-brtsegs (Ratnakŭṭa), mDo-se (Sūtrānta), rGyud-'bum (tantra).

## Geschiedenis
Het boeddhisme zou in de 7e eeuw door Padmasambhava naar Tibet gebracht zijn, hoewel er ook Chinees boeddhistische invloeden waren. Koning Trisong Detsen koos voor de Indiase traditie.
In de 9e eeuw volgde de onderdrukking van het boeddhisme, waarna er in de 10e en 11e eeuw een tweede late bekering volgde. In de 8e eeuw, in de vroege vertalingsperiode waarin Indiërs en Tibetanen samenwerkten, werd er begonnen aan een terminologisch woordenboek, de Mahavyutpatti. Rond 900 werd voor het eerst een catalogus van de bestaande schriften opgesteld, de zogenoemde them-byan.
In de Sarma, ofwel tweede vertalingsperiode vanaf de 11e eeuw werden er belangrijke verzamelingen van teksten van Indiase pandits aan toegevoegd, die dan de Kangyur en Tengyur vormden, waarbij alleen de eerste canonische literatuur bevat.
De Tibetaanse vertalingen zijn voor de reconstructie van de Indiase originelen van belang, gezien ze in tegenstelling tot de Chinese uitgaven woordelijke vertalingen zijn. De eerste Tibetaanse catalogus ontstond rond 1320 in het Tibetaanse klooster Narthang.

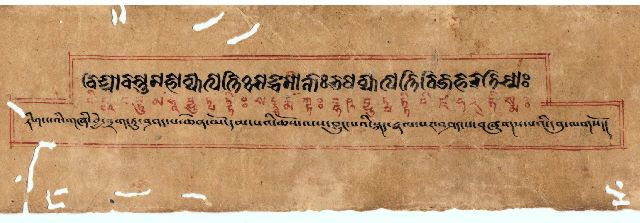
Titelpagina van de Mahavyutpatti in het Tibetaans schrift en Wartu